# 染青东礁
9°54′N 114°36′E / 9.900°N 114.600°E
染青东礁位于南沙群岛九章群礁东部，牛轭礁西南部，因位于染青沙洲以东，故名。为一座暗礁。1983年公布名称为染青东礁。西方文献称为“Ross Reef”。